# Kawaleria Szatana
Kawaleria Szatana – trzeci album polskiej grupy heavy/thrashmetalowej Turbo. Wydany w roku 1986. Nagrany na przełomie 1985 i 1986 roku w poznańskim studiu nagraniowym Giełda. Płyta ponownie wydana w wersji zremasterowanej w 1999 roku przez wytwórnię Metal Mind Records.

## Lista utworów
źródło:.
Strona 1
1. „Żołnierz fortuny” (muz. Andrzej Łysów – sł. Grzegorz Kupczyk, Bogusz Rutkiewicz) – 3:55
2. „Dłoń potwora” (muz. Wojciech Hoffmann – sł. Grzegorz Kupczyk) – 5:10
3. „Sztuczne oddychanie” (muz. Andrzej Łysów – sł. Grzegorz Kupczyk, Bogusz Rutkiewicz) – 2:55
4. „Kometa Halleya” (muz. Wojciech Hoffmann, Bogusz Rutkiewicz – sł. Wojciech Hoffmann, Grzegorz Kupczyk) – 5:25
5. „Kawaleria szatana cz. I” (muz. Wojciech Hoffmann – sł. Wojciech Hoffmann, Grzegorz Kupczyk) – 3:55

Strona 2
1. „Wybacz wszystkim wrogom” (muz. Wojciech Hoffmann – sł. Andrzej Łysów, Grzegorz Kupczyk) – 6:45
2. „Kawaleria szatana cz. II” (muz. Wojciech Hoffmann – sł. Grzegorz Kupczyk, Bogusz Rutkiewicz) – 3:40
3. „Ostatni grzeszników płacz” (muz. Wojciech Hoffmann, Bogusz Rutkiewicz – sł. Wojciech Hoffmann, Grzegorz Kupczyk) – 4:00
4. „Bramy galaktyk” (muz. Andrzej Łysów, Grzegorz Kupczyk, Bogusz Rutkiewicz) – 3:45

## Twórcy
źródło:.
- Grzegorz Kupczyk – wokal
- Wojciech Hoffmann – gitara
- Bogusz Rutkiewicz – gitara basowa
- Andrzej Łysów – gitara
- Alan Sors – perkusja